# Cane Hill
Cane Hill - американская ню-метал группа из Нового Орлеана, штат Луизиана.

## История
Братья Бимо и Джеймс Барнетт создали группу в 2012 году, пригласив вокалиста Элайджа Витта и басиста Райана Энрикеза. Позже к ним присоединился Девин Кларк в качестве ударника, окончательно собрав группу. В октябре 2014 группа подписала контракт с Rise Records и выпустила свой самый первый сингл "Sunday School". В 2013 - начале 2014 года шла запись полноформатного альбома "Gemini" с продюсером Дрю Фульком и Кайлом Оделлом. 12 августа вышел второй сингл группы "Time Bomb", в записи которого принял участие Тайлер Аккорд из группы Issues, после чего было объявлено, что 23 октября 2015 года вместо полноформатного альбома"Gemini" выйдет ЕР "Cane Hill" по нескольким причинам, одной из которых является переоценка нескольких песен и решение не выпускать их. 17 сентября 2015 года вышел третий сингл "OxBlood".
В январе 2016 года группа приступила к записи нового материала с Дрю Фульком в Лос-Анджелесе. 2 марта 2016 года группа объявила, что на 15 июля 2016 года назначен выход дебютного полноформатного альбома "SMILE". 23 апреля 2016 года был выпущен первый сингл "The (New) Jesus" с клипом, споры из-за которого долгое время не утихали между музыкальными критиками и фанатами. 30 мая 2016 года в свет вышел второй сингл "True Love". Третий сингл "You're So Wonderful" был выпущен 24 июня 2016 года. 4 июля 2016 года в честь Дня независимости США группа выпустила ещё одну песню "MGGDA". С 24 июня 2016 года группа находилась в [Vans Warped Tour], выступая на сцене Full Sail University Stage. 15 июля 2016 года был выпущен дебютный полноформатный альбом, который сразу же нашёл благоприятные отзывы как у простых слушателей, так и у музыкальных критиков.

## Стиль
Название группы было взято в честь заброшенной психиатрической больницы Cane Hill, которая расположена в Лондонском боро Кройдон. Вокалист группы, Элайджа Витт, объяснил это тем, что в своей музыке, участники группы часто затрагивают тему одиночества и неравенства, и это название было выбрано, чтобы полностью передать атмосферу, когда человек чувствует себя пациентом, который заточен в четырёх стенах и не может вырваться. Также ни раз группа своей музыкой и высказываниями высмеивала социальные нормы. Так, незадолго до выхода альбома "SMILE", группа в социальных сетях поделилась своими высказываниями на острые темы такие, как [гомофобия], [феминизм], [социальное неравенство], [религиозность] и т.д., назвав все это "(Новые) Заповеди". Также эти же "(Новые) Заповеди" можно было проследить и в текстах песен с альбома "SMILE".
Ни раз сами участники группы говорили, что на создание музыки их вдохновляют такие группы, как [Pantera], [Slipknot], [Korn], [Static-X], [Powerman 5000].

## Участники
Текущие участники
- Элайджа Витт - вокал (с 2012)
- Джеймс Барнетт - гитара (с 2012)
- Райан Энрикез - бас (с 2012)
- Девин Кларк - ударные (с 2012)

Бывшие участники
- Бимо Барнетт - гитара, бэк-вокал (2012–2016)

Сессионные участники
- Мэтти Худ - гитара (с 2016)

## Дискография
Студийные альбомы
- Smile (Rise Records, 2016)[1]
- Too Far Gone (Rise Records, 2018)[2]

EP
- Cane Hill (Rise Records, 2015)[3]
- Kill The Sun (Rise Records, 2019)[4]

Концертные альбомы
- Live From the Bible Belt  (Rise Records, 2018)[5]